# طواف أمجين كاليفورنيا للسيدات 2017
طواف أمجين كاليفورنيا للسيدات 2017 (بالفرنسية: Tour de Californie féminin 2017)‏ هو سباق دراجات هوائية، وهو الموسم رقم 3 من السباق، وأقيم خلال الفترة 11 مايو 2017، وحتى 14 مايو 2017، وامتدّ لمسافة 413 كيلومتر، وهو أحد سباقات طواف العالم للدراجات للنساء 2017، وقد شارك في السباق 95 متسابقاً ووصل إلى نهايته 80 متسابقاً.
فاز فيه بالمركز الأول أنا فان دير بريغين، وبالمركز الثاني كاتي هال، وبالمركز الثالث أرلينيس سيرا، والفريق الفائز في ترتيب الفرق UnitedHealthcare Women's 2017.

## الفرق
| فرق سيدات محترفة (16)- أيه آر مونكس برو سيكلينج للسيدات ‏ - بيبينك ‏ - إس دي وركس ‏ - كانيون–إس آر إيه إم ‏ - Colavita–HelloFresh ‏ - Cylance Pro Cycling (women's team) ‏ - دروبز 2017 ‏ - Hagens Berman–Supermint ‏ - لاريس واوودلز للسيدات 2017 ‏ - رالي سايكلنج للسيدات 2017 ‏ - Virginia's Blue Ridge–TWENTY24 ‏ - فريق سنويب للسيدات 2017 ‏ - EF Education–Tibco–SVB ‏ - UnitedHealthcare Pro Cycling (women's team) ‏ - DNA Pro Cycling ‏ - Wiggle High5 Pro Cycling ‏ فريق وطني- فريق الولايات المتحدة لركوب الدراجات للسيدات 2017‏ |  |
| |  |

## المراحل
| قائمة المراحل | قائمة المراحل | قائمة المراحل                   | قائمة المراحل | قائمة المراحل | قائمة المراحل   | قائمة المراحل      |
| المرحلة       | التاريخ       | الدورة                          |               | المسافة (كم)  | الفائز بالمرحلة | القائد العام       |
| ------------- | ------------- | ------------------------------- | ------------- | ------------- | --------------- | ------------------ |
| 1             | 11 مايو       | سووث لاك تاهوي – سووث لاك تاهوي | مرحلة جبلية   | 117           | ميغان غوارنير   | ميغان غوارنير      |
| 2             | 12 مايو       | سووث لاك تاهوي – سووث لاك تاهوي | مرحلة جبلية   | 108           | كاتي هال        | كاتي هال           |
| 3             | 13 مايو       | إلك غروفي – ساكرامنتو           | مرحلة مستوية  | 118           | كورين ريفيرا    | كاتي هال           |
| 4             | 14 مايو       | ساكرامنتو – ساكرامنتو           | مرحلة مستوية  | 70            | جورجيا برونزيني | أنا فان دير بريغين |

## النتيجة

### مرحلة 1
هي مرحلة جبلية، أجريت في 11 مايو 2017، وامتدّت لمسافة 117 كيلومتر فاز بالمرحلة ميغان غوارنير، ومتصدر الترتيب العام في نهاية المرحلة ميغان غوارنير، ومتصدر ترتيب الفرق Cylance 2017 ‏.
| التصنيف العام | التصنيف العام        | التصنيف العام    | التصنيف العام             | التصنيف العام |        |
| الدراج        | الدراج               | البلد            | الفريق                    | الوقت         | السرعة |
| ------------- | -------------------- | ---------------- | ------------------------- | ------------- | ------ |
| 1.            | ميغان غوارنير        | الولايات المتحدة | Boels Dolmans             | 3 س 03 د 38 ث |        |
| 2.            | أنا فان دير بريغين   | هولندا           | Boels Dolmans             | + 8 ث         |        |
| 3.            | أرلينيس سيرا         | كوبا             | Astana Women's Team       | + 11 ث        |        |
| 4.            | روث ويندر            | الولايات المتحدة | UnitedHealthcare Women's  | + 20 ث        |        |
| 5.            | كريستابل دوبيل هيكوك | الولايات المتحدة | Cylance                   | + 20 ث        |        |
| 6.            | لورين ستيفنز         | الولايات المتحدة | Tibco-Silicon Valley Bank | + 24 ث        |        |
| 7.            | ليكس ألبرشت          | كندا             | Tibco-Silicon Valley Bank | + 27 ث        |        |
| 8.            | كورين ريفيرا         | الولايات المتحدة | Sunweb                    | + 30 ث        |        |
| 9.            | كاتي هال             | الولايات المتحدة | UnitedHealthcare Women's  | + 30 ث        |        |
| 10.           | ألينا أمياليوسيك     | روسيا البيضاء    | Canyon-SRAM Racing        | + 32 ث        |        |

### مرحلة 2
هي مرحلة جبلية، أجريت في 12 مايو 2017، وامتدّت لمسافة 108 كيلومتر فاز بالمرحلة كاتي هال، ومتصدر الترتيب العام في نهاية المرحلة كاتي هال، ومتصدر ترتيب الفرق UnitedHealthcare Women's 2017 ‏.
| التصنيف العام | التصنيف العام        | التصنيف العام    | التصنيف العام             | التصنيف العام |        |
| الدراج        | الدراج               | البلد            | الفريق                    | الوقت         | السرعة |
| ------------- | -------------------- | ---------------- | ------------------------- | ------------- | ------ |
| 1.            | كاتي هال             | الولايات المتحدة | UnitedHealthcare Women's  | 6 س 13 د 54 ث |        |
| 2.            | أنا فان دير بريغين   | هولندا           | Boels Dolmans             | + 3 ث         |        |
| 3.            | ميغان غوارنير        | الولايات المتحدة | Boels Dolmans             | + 29 ث        |        |
| 4.            | كريستابل دوبيل هيكوك | الولايات المتحدة | Cylance                   | + 33 ث        |        |
| 5.            | روث ويندر            | الولايات المتحدة | UnitedHealthcare Women's  | + 37 ث        |        |
| 6.            | أرلينيس سيرا         | كوبا             | Astana Women's Team       | + 40 ث        |        |
| 7.            | لورين ستيفنز         | الولايات المتحدة | Tibco-Silicon Valley Bank | + 53 ث        |        |
| 8.            | كورين ريفيرا         | الولايات المتحدة | Sunweb                    | + 59 ث        |        |
| 9.            | ألينا أمياليوسيك     | روسيا البيضاء    | Canyon-SRAM Racing        | + 1 د 17 ث    |        |
| 10.           | مارتينا هاوينسشيلد   | النمسا           | Drops                     | + 1 د 26 ث    |        |

### مرحلة 3
هي مرحلة مسطحة، أجريت في 13 مايو 2017، وامتدّت لمسافة 118 كيلومتر فاز بالمرحلة كورين ريفيرا، ومتصدر الترتيب العام في نهاية المرحلة كاتي هال، ومتصدر ترتيب الفرق UnitedHealthcare Women's 2017 ‏.
| التصنيف العام | التصنيف العام        | التصنيف العام    | التصنيف العام             | التصنيف العام |        |
| الدراج        | الدراج               | البلد            | الفريق                    | الوقت         | السرعة |
| ------------- | -------------------- | ---------------- | ------------------------- | ------------- | ------ |
| 1.            | كاتي هال             | الولايات المتحدة | UnitedHealthcare Women's  | 9 س 09 د 31 ث |        |
| 2.            | أنا فان دير بريغين   | هولندا           | Boels Dolmans             | + 1 ث         |        |
| 3.            | ميغان غوارنير        | الولايات المتحدة | Boels Dolmans             | + 29 ث        |        |
| 4.            | أرلينيس سيرا         | كوبا             | Astana Women's Team       | + 31 ث        |        |
| 5.            | كريستابل دوبيل هيكوك | الولايات المتحدة | Cylance                   | + 33 ث        |        |
| 6.            | روث ويندر            | الولايات المتحدة | UnitedHealthcare Women's  | + 37 ث        |        |
| 7.            | كورين ريفيرا         | الولايات المتحدة | Sunweb                    | + 49 ث        |        |
| 8.            | لورين ستيفنز         | الولايات المتحدة | Tibco-Silicon Valley Bank | + 53 ث        |        |
| 9.            | ألينا أمياليوسيك     | روسيا البيضاء    | Canyon-SRAM Racing        | + 1 د 17 ث    |        |
| 10.           | مارتينا هاوينسشيلد   | النمسا           | Drops                     | + 1 د 26 ث    |        |

### مرحلة 4
هي مرحلة مسطحة، أجريت في 14 مايو 2017، وامتدّت لمسافة 70 كيلومتر فاز بالمرحلة جورجيا برونزيني، ومتصدر الترتيب العام في نهاية المرحلة أنا فان دير بريغين.
| الدراج | الدراج | البلد | الفريق | الوقت | السرعة |  |

## التصنيف العام النهائي
| التصنيف العام | التصنيف العام        | التصنيف العام    | التصنيف العام             | التصنيف العام  |        |
| الدراج        | الدراج               | البلد            | الفريق                    | الوقت          | السرعة |
| ------------- | -------------------- | ---------------- | ------------------------- | -------------- | ------ |
| 1.            | أنا فان دير بريغين   | هولندا           | Boels Dolmans             | 10 س 38 د 33 ث |        |
| 2.            | كاتي هال             | الولايات المتحدة | UnitedHealthcare Women's  | + 1 ث          |        |
| 3.            | أرلينيس سيرا         | كوبا             | Astana Women's Team       | + 31 ث         |        |
| 4.            | كريستابل دوبيل هيكوك | الولايات المتحدة | Cylance                   | + 34 ث         |        |
| 5.            | روث ويندر            | الولايات المتحدة | UnitedHealthcare Women's  | + 38 ث         |        |
| 6.            | كورين ريفيرا         | الولايات المتحدة | Sunweb                    | + 44 ث         |        |
| 7.            | لورين ستيفنز         | الولايات المتحدة | Tibco-Silicon Valley Bank | + 54 ث         |        |
| 8.            | ألينا أمياليوسيك     | روسيا البيضاء    | Canyon-SRAM Racing        | + 1 د 39 ث     |        |
| 9.            | مارتينا هاوينسشيلد   | النمسا           | Drops                     | + 1 د 42 ث     |        |
| 10.           | ليا توماس            | الولايات المتحدة | Sho-Air Twenty20          | + 1 د 58 ث     |        |

### تصنيف النقاط
| تصنيف النقاط | تصنيف النقاط       | تصنيف النقاط     | تصنيف النقاط        | تصنيف النقاط |        |
| الدراج       | الدراج             | البلد            | الفريق              | النقاط       | السرعة |
| ------------ | ------------------ | ---------------- | ------------------- | ------------ | ------ |
| 1.           | أرلينيس سيرا       | كوبا             | Astana Women's Team | 38 نقطة      |        |
| 2.           | كورين ريفيرا       | الولايات المتحدة | Sunweb              | 34 نقطة      |        |
| 3.           | أنا فان دير بريغين | هولندا           | Boels Dolmans       | 28 نقطة      |        |

## تصنيف الفرق

### الفرق حسب الوقت
| تصنيف الفرق حسب الوقت | تصنيف الفرق حسب الوقت     | تصنيف الفرق حسب الوقت | تصنيف الفرق حسب الوقت |        |
| الفريق                | الفريق                    | البلد                 | الوقت                 | السرعة |
| --------------------- | ------------------------- | --------------------- | --------------------- | ------ |
| 1.                    | UnitedHealthcare Women's  | الولايات المتحدة      | 32 س 25 د 07 ث        |        |
| 2.                    | Tibco-Silicon Valley Bank | الولايات المتحدة      | + 2 د 30 ث            |        |
| 3.                    | Cylance                   | الولايات المتحدة      | + 4 د 34 ث            |        |

## وصلات خارجية
- الموقع الرسمي
- طواف أمجين كاليفورنيا للسيدات 2017 على موقع إحصائيات الدراجات الإحترافية (الإنجليزية)